# جاك فان رايدر
جاك فان رايدر (بالإنجليزية: Jack Van Ryder)‏ هو رسام وفنان أمريكي، ولد في 1898 في Continental, Arizona ‏ في الولايات المتحدة، وتوفي في 1967.